# Circo di Bovillae
Il circo romano di Bovillae era un'antica struttura voluta dall'imperatore romano Tiberio e costruita nel 14 (Oggi identificata con la frazione di Frattocchie).

## Storia
Il circo venne edificato attorno al 14 dall'imperatore Tiberio. Voluto dall'imperatore Tiberio dopo la morte del padrigno e predecessore Augusto (14) per onorarne la memoria con degli speciali giochi circensi, i Ludi Augustales. Questi giochi furono celebrati almeno durante tutta la dinastia giulio-claudia, poiché un'iscrizione del 53 ricorda un tale auriga Fuscus della factio prasina vincitore dei giochi bovillensi (Ludi Augustales).

## Struttura

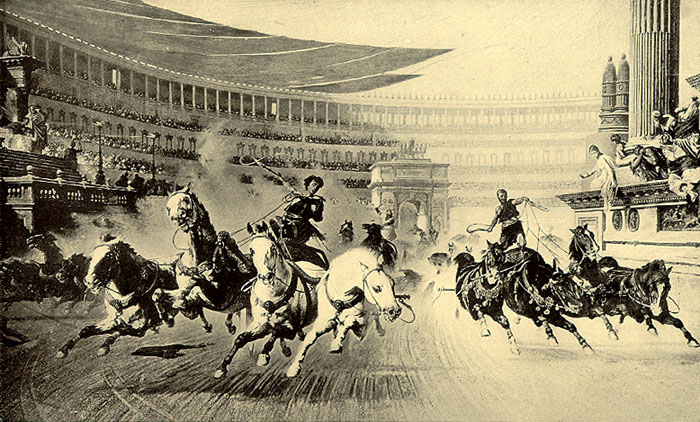
Ricostruzione artistica di un circo dell'antica Roma.

La lunghezza del circo era di 337.50 metri per una larghezza di 68.60, ed era uno dei più grandi circhi di Roma, superando sia il Circo Vaticano sia il Circo Agonale (oggi piazza Navona). La spina del circo era lunga 197 metri, e decorata con statue ed altri ornamenti: parti della spina furono rinvenute durante gli scavi ottocenteschi. La capienza della struttura si aggirava tra gli 8.000 ed i 10.000 spettatori.

## Archeologia dell'antico circo
I resti archeologici più importanti rinvenuti a Bovillae nel corso degli scavi di Giuseppe Tambroni (1823-1825) sono quelli appartenenti al circo. Del circo oggi rimangono solo tre arcate in blocchi di peperino, appartenenti alla struttura dei carceres, più una quarta arcata inglobata in un cascinale. In origine dovevano esserci dodici arcate.